# Unleash the Beast
Unleash the Beast (в переводе с англ. — «Спустить зверя») — тринадцатый студийный альбом английской хеви-метал-группы Saxon, выпущенный 13 октября 1997 года. Альбом достиг Топ-100 в чартах Германии, Швейцарии и Швеции и был посвящён Джону «Джей Джей» Джонсу. Это первый студийный альбом группы для гитариста Дага Скэррэтта, сменившего Грэма Оливера, ушедшего в 1996 году.
Песня «The Thin Red Line» посвящена Балаклавскому сражению во время Крымской войны.

## Список композиций
Слова и музыка всех песен — Бифф Байфорд, Пол Квинн, Даг Скэррэтт, Ниббс Картер, Найджел Глоклер.
| №   | Название                  | Автор(ы)                           | Длительность |
| --- | ------------------------- | ---------------------------------- | ------------ |
| 1.  | «Gothic Dreams»           | Байфорд, Глоклер                   | 1:33         |
| 2.  | «Unleash the Beast»       | Байфорд, Скэррэтт, Картер, Глоклер | 5:16         |
| 3.  | «Terminal Velocity»       |                                    | 4:43         |
| 4.  | «Circle of Light»         | Байфорд, Скэррэтт, Картер, Глоклер | 5:26         |
| 5.  | «The Thin Red Line»       | Байфорд, Скэррэтт, Картер, Глоклер | 6:20         |
| 6.  | «Ministry of Fools»       | Байфорд, Скэррэтт, Картер, Глоклер | 4:29         |
| 7.  | «The Preacher»            |                                    | 4:55         |
| 8.  | «Bloodletter»             |                                    | 5:31         |
| 9.  | «Cut Out the Disease»     |                                    | 5:23         |
| 10. | «Absent Friends»          |                                    | 4:54         |
| 11. | «All Hell Breaking Loose» | Байфорд, Квинн, Скэррэтт, Картер   | 4:31         |

## Участники записи
- Бифф Байфорд — вокал
- Даг Скэррэтт — гитара
- Пол Квинн — гитара
- Ниббс Картер — бас-гитара
- Найджел Глоклер[англ.] — ударные